# Георги Хумн
Георги Хумн (на средногръцки: Γεώργιος Χοῦμνος) е византийски аристократ, военачалник и администратор от XIV век.

## Биография
Георги Хумн е син на учения и политик Никифор Хумн и по-малък брат на военачалника Йоан Хумн. Според Родолф Гиян той може да бъде идентифициран с иначе неизвестния велик стратопедарх Хумн, засвидетелстван в 1328 година. В последните етапи на Гражданската война във Византия (1321 – 1328) Хумн е управител на Солун и неуспешно защитава града срещу силите на Андроник III Палеолог. Хумн се появява отново в края на управлението на Андроник III от 1337 година нататък с титлата доместик на императорската трапеза. Очевидно Хумн е влиятелна личност, защото неназованият му син има семейни връзки с Андроник III, а самият Георги Хумн е засвидетелствано, че е говорил пръв на императорските съвети, дори и преди близкия приятел и сподвижник на Андроник III, великия доместик Йоан VI Кантакузин.
В 1339 година той е засвидетелстван като кефалитикевон на един от районите на столицата Константинопол.
По време на Гражданската война във Византия (1341 – 1347) Хумн остава лоялен на малолетния син на Андроник III Йоан V Палеолог и се противопоставя на Кантакузин. Като награда е издигнат на поста велик стратопедарх при коронацията на Йоан V на 19 ноември 1341 година. Една от племенничките му става втора жена на един от основните лидери на регентския съвет на Йоан V Алексий Апокавк. В края на 1342 година обаче Хумн, тъй като защитава позицията за сключване на мир с Кантакузин, изпада в немилост пред Апокавк и е поставен под домашен арест. Възможно е той да е монахът Герасим Хумн, което би показало, че е бил принуден да се оттегли в манастир.

### Цитирана литература
- ((fr)) Guilland, Rodolphe (1967). Recherches sur les institutions byzantines, Tomé I, архив на оригинала от 16 септември 2023, https://web.archive.org/web/20231009110115/https://ihtika.ru/book/download/guilland-r-recherches-sur-les-institutions-byzantines-i-3-1967-
- ((en)) Kazhdan, Alexander (ed) (1991). The Oxford Dictionary of Byzantium. Oxford and New York: Oxford University Press, ISBN 0-19-504652-8, COBISS.BG-ID: 1107246820, https://archive.org/details/odb_20210521/mode/2up
- ((de)) Trapp, Erich; Beyer, Hans-Veit; Walther, Rainer et al. (2001) [1976–1996]. 30945 Xοῦµνος Γεώργιος (Chumnos Georgios). – Prosopographisches Lexikon der Palaiologenzeit, CD-ROM. Wien: Verlag der Österreichischen Akademie der Wissenschaften, ISBN 3-7001-3003-1, https://archive.org/details/ErichTrappProsopographischesLexikonDerPALAIOLOGENZEIT/mode/2up